# 이계호 (1957년)
이계호는 대한민국의 기업인이자 에스티씨 그룹의 창립자이다. 1989년 "올바른 정신으로 세포치료제를 개발하여 인류에 공헌한다"는 이념으로 STC(Soul, Treatment, Cell)를 설립하였고 1993년 STC생명과학연구원으로 확대 개편하여 줄기세포연구소, 농업과학연구소, 생활과학연구소, 신약개발연구소를 통한 연구 개발에 집중하고 있다.
2013년 세계 최초 부작용 없는 만능줄기세포인 STC-nEPS(newly Elicited Pluripotent Stem cells without side effects by natural compound)를 개발하였고 이를 이용하여 췌장 베타세포, 연골세포, 골아세포, 지방세포, 신경세포, 간세포 분화에 성공하였으며 심장세포를 비롯한 모든 인체 조직 및 장기 제작할 예정이다. 이를 토대로 세계 146개국에 nEPS에 대한 특허를 출원 중에 있다.

## 유년 시절
황해도 출신의 부모님이 6.25 전쟁 당시 인천으로 내려와 터를 잡았고, 이계호는 1958년 3남 3녀 중 3남으로 태어났다. 아버지는 새마을운동의 모태가 된 재건국민운동을 주도한 농촌 계몽 운동의 선봉자인 이원득이다. 아버지를 통해 어린 시절부터 국가와 책임감, 이타적인 삶에 대해 훈육 받은 이계호는 자연스럽게 가난한 사람과 병든 사람에게 긍휼한 마음을 갖게 되었다고 한다.
형편이 어려웠던 탓에 어린 시절부터 돼지나 양 등을 도맡아 돌보았다. 국민학교에 입학한 뒤에도 새벽 같이 일어나 양의 젖을 짜고 등교해야 했고, 하교 후에는 리어카를 끌고 시장을 돌아다니며 돼지 먹일 시레기를 얻으러 다녔다고 한다. 이처럼 극빈한 가정에서 자라며 이계호는 인내와 단련, 미래를 준비하는 법을 터득했다고 한다.
1980년대 식품의약품안전처의 전신인 국립보건연구원에서 연구를 위탁 받아 동물 실험을 하던 중 향후 사업의 초석이 된 에너지워터의 원리를 발견했다. 1980년대 중반, 암으로 부모님을 여의고 일본으로 건너가 일과 학업을 병행하는 조건으로 생화학연구소에서 연구를 계속하며 호놀룰루 대학에서 공부하였다. 이후 생화학연구소의 부소장 자리에까지 올랐으나 1989년 한국으로 귀국하여 에스티씨를 설립했다.

## 기업 비전
- 에스티씨 그룹은 생명과학기술을 바탕으로 난치병 치료, 식량문제 해결, 사막 초지화 등을 과업으로 삼고, 농업 생산성을 증대해 기아 없는 세상을 만들겠다는 일념으로 에너지워터 연구 개발에 박차를 가하고 있다.
- 2012년은 성균관대 분자세포생물학교실 신재균 교수 팀과 함께 p62 유전자 발견에 성공했다. p62는 인간을 비롯한 척추동물에만 존재하는 특정 유전자가 노화를 억제하는 항산화 기능을 통해 하등동물과 달리 수명을 늘리게 한다. 에스티씨라이프는 p62 유전자에 대해 전세계에 지적 재산권을 확보하고 성인병 치료제 개발을 구상하고 있다.[3][4]
- 줄기세포 연구를 통해 2010년에는 세계 최대 중간엽 줄기세포 임상 사례를 보유하게 되었으며, 끊임 없는 연구 개발의 성과로 지난 2013년에는 마침내 세계 최초 천연물을 이용한 부작용 없는 만능줄기세포 STC-nEPS를 개발하여 전세계를 상대로 특허 출원 중이다. 2015년 7월에는 3차원 인쇄 기술을 도입해 인공장기 및 인체조직 제작 개발에 착수하였다.

## 일화
- 이계호는 시간관리가 철저하고 자존심이 강한 CEO로 유명하다. 1년 365일 거의 매일 출근해 취침시간 5시간을 제외하고 모든 시간을 일과 연구에 쏟아붓는다. 2006년 주간경향과의 인터뷰에서 그는 "남들보다 잘난 것도 없고 가진 것도 없는 내가 지금까지 그렇게라도 안 했다면 아마 오늘의 STC를 만들어내지 못했을 것이다. 그 정도라도 연구하고 노력했으니 세금도 꼬박꼬박 잘 내고 사회에 봉사도 할 수 있는 위치에 설 수 있었다."고 밝혔다.[5]